# Дебур, Питер
Джордж Питер Дебур (англ. George Peter DeBoer; 13 июня 1966, Данвилл, Канада) — канадский тренер команды НХЛ «Даллас Старз». Также является совладельцем юниорской команды OHL «Ошава Дженералз».
Дебур начинал как игрок, был выбран на драфте НХЛ 1988 года под номером 237. Провел три сезона в клубе IHL «Милуоки Адмиралс», а затем завершил карьеру. С 27 лет начал тренерскую карьеру, работу начал в клубах юниорской хоккейной лиги OHL, где провел 13 лет. Позже был приглашен в клуб НХЛ «Флорида Пантерз», где работал с 2008 по 2011 год, затем также тренировал «Сан-Хосе Шаркс» (2015—2019) и «Вегас Голден Найтс» (2020—2022). В 2022 году подписал контракт с «Даллас Старз».
За время работы с юниорами один раз выиграл два Кубка Джей Росса Робертсона (в качестве ассистента главного тренера в 1995 году с «Детройтом» и 2003 году с «Китченером»), а также главный трофей юниорского хоккея в Северной Америке Мемориальный кубок (в 2003 году (с «Китченер Рейнджерс») и дважды получал приз лучшему тренеру сезона в 1999 и 2000 годах (с «Плимут Уэйлерс)».
За время работы в НХЛ дважды доходил до финала Кубка Стэнли — в 2012 году с «Нью-Джерси Девилз» и 2016 году с «Сан-Хосе Шаркс».

## Игровая карьера
Дебур начал играть в хоккей в родном городке Данвилл, но в 17 лет перебрался в соседний Уинсор, где попал в состав команды «Спитфайрз», которую за год до того приобрел владелец компании Compuware Питер Карманос. В составе «Уинсора» ДеБур трижды попадал в плэй-офф Хоккейной лиги Онтарио, а в 1988 году выиграл «Мемориальный кубок». В том же году Дебур был выбран на Драфте командой «Торонто Мейпл Лифс» под номером 237. На следующий год Дебур намного улучшил свои показатели в OHL, забросив 45 шайб и набрав 91 результативный балл в 65 играх. В конце сезона Дебур был переведён в фарм-клуб «Торонто» — «Милуоки Эдмиралс» в IHL, где провел две игры, отметившись одним результативным баллом. В этой команде Дебур провел следующие два сезона, набрав 40 очков (21 заброшенная шайба) в 67 играх в первом сезоне и 61 очко (27 шайб) в 82 играх во втором сезоне. После этого Дебур завершил игровую карьеру. В сезоне 1992/93 он был членом хоккейной команды Университета Уинсора «Лэнсерс», в составе которой стал одним из лучших бомбардиров сезона, однако в плэй-офф не попал.

## Тренерская карьера

### Хоккейная лига Онтарио
В 1994 году Дебур был приглашен на пост помощника главного тренера юниорской команды «Детройт Ред Уингз». Сезон для «Детройта» выдался удачным, команда выиграла первенство OHL, получив Кубок Джей Росса Робертсона, а затем дошла до финала Мемориального Кубка, где со счетом 2:8 проиграла «Камлупс Блейзерс». Учитывая, что в НХЛ в том сезоне был локаут, интерес зрителей к юниорскому хоккею был высок. 5 февраля на игру «Детройта» и бывшей команды Дебура «Уинсора» собрались рекордные 19,875 зрителей. Через год команда была переименована в «Детройт Уэйлерс», а сам Дебур получил повышение — после ухода Пола Мориса, приглашенного в команду НХЛ «Хартфорд Уэйлерс» он стал совмещать должности Генерального менеджера и главного тренера. В первом сезоне Дебур привел команду к первому месту в западном дивизионе, а затем и до третьего раунда плэй-офф. Второй сезон выдался неудачным, команда одержала лишь 26 побед в 86 матчах, а позже вылетела в первом раунде плэй-офф.
Через год команда переехала в город Плимут и реабилитировалась — одержала 37 побед в регулярном сезоне и добралась до третьего раунда плэй-офф. Ещё годом позже команда стала лучшей в регулярном сезоне OHL, набрав 106 очков и выиграв Гамильтон Спектэйтор Трофи. В плей-офф они считались фаворитами, но проиграли во втором раунде «Лондон Найтс». Дебур по итогам сезона был назван лучшим тренером, получив Трофей Мэтта Лейдена. На следующий год Плимут снова стал лучшим в регулярном сезоне, что принесло Дебуру звание лучшего тренера. В плей-офф команда дошла до финала Кубка Джей. Росса Робертсона, где проиграла «Барри Кольтс» в решающей седьмой встрече со счетом 2:4. Через год «Уэйлерс» снова стали лучшими в Западном дивизионе, а в Лиге финишировали на втором месте. В плей-офф команда снова дошла до финала, но проиграла «Оттаве 67» в шести матчах. После этого Дебур вместе с ассистентом Стивом Споттом покинули команду и перешли в «Китченер Рейнджерс». За время работы в «Уэйлерс» Дебур работал с такими будущими игроками НХЛ как Брайан Берард, Роберт Эш, Тодд Харви, Джесси Булерайс, Дэвид Легуанд, Джастин Уильямс, Стивен Уайсс, а также вратари сборной Великобритании Стиви Лайл и сборной Германии Роб Зепп.
«Китченер» неудачно провел предыдущий сезон, не попав в плэй-офф. При Дебуре команда начала тяжело, но затем улучшила показатели и заняла третье место в Среднезападном дивизионе, одержав 35 побед 66 матчах. В первом раунде плей-офф «Рейнджеры» в четырёх матчах проиграли «Гуэлф Сторм». В следующем году «Китченер» стал лучшим в сезоне, набрав 100 очков, что принесло Дебуру второй Гамильтон Спектэйтор Трофи. В плей-офф «Рейнджеры» обыграли Су-Сент-Мари Грейхаундз в первом раунде, затем взяли реванш во втором раунде у Гуэлфа в пяти матчах. В финале противником «Китченера» была бывшая команда Дебура «Плимут Уэйлерс». После пяти матчей «Рейнджеры» проигрывали со счетом 2-3, но в итоге выиграли две решающие игры, выйдя в финал, где их оппонентами стала команда «Оттава 67-ники». Оттава выиграла первую игру, однако затем Китченер победил четырежды подряд, выиграв серию и второй для Дебура Кубок Джей Росса Робертсона и первый в статусе главного тренера. На этом сезон не закончился, «Рейнджеры» попали в «Мемориальный кубок», где «Рейнджеры» одержали три победы на групповой стадии, дошли до финала, где со счетом 6:3 победили «Халл Олимпикс» и выиграли первый «Мемориальный кубок» с 1982 года.
За время работы в «Рейнджерс» Дебур работал с такими будущими игроками НХЛ как Дерек Рой, Майк Ричардс, Стив Эмингер, Дэвид Кларксон, Якуб Киндл, Назем Кадри, Стив Дауни, Миккель Бедкер, Мэтт Халищук, Янник Вебер, Стив Мэйсон, а также будущие игроки КХЛ Джастин Азеведо и Филип Вароне.
В 2008 года было объявлено о том, что Дебур станет совладельцем команды OHL «Ошава Дженералз». 4 января 2010 года Дебур официально стал одним из владельцев команды.

### НХЛ
Работая в НХЛ, Дебур несколько раз выводил свои команды в финал Кубка Стэнли, но главный трофей Лиги ему ни разу не покорялся.

#### Флорида Пантерз (2008—2011)
В 2008 году Дебур получил приглашение в НХЛ, и 13 июня подписал контракт с клубом Флорида Пантерз. «Пантеры» не были в плэй-офф Кубка Стэнли с 2000 года, а после финала Кубка в 1995 году лишь дважды попадали в плэй-офф, оба раза проиграв в первом раунде. В первом сезоне команда улучшила показатели, одержав 41 победу и набрав 93 очка. Этого не хватило для попадания в плэй-офф, поскольку при равенстве очков с «Монреалем» канадский клуб попал розыгрыш Кубка Стэнли за счет лучших результатов в очных встречах с Флоридой. Второй сезон для Дебура выдался неудачным, команда одержала лишь 32 победы, заняв последнее место в дивизионе. В следующем сезоне дела пошли ещё хуже, команда одержала 30 побед, заняв последнее место в конференции. После этого сезона Дебур был уволен из «Пантерз».

#### Нью-Джерси Девилз (2011—2015)
19 июля 2011 года Дебур, проведя несколько интервью с генеральным менеджером Лу Ламорелло подписал контракт с «Нью-Джерси Девилз». Команда в предыдущем сезоне не попала в плэй-офф впервые с 1996 года. Дебур привел команду к шестому месту в регулярном сезоне. «Девилз» набрали 102 очка, что было лишь на 9 балла меньше, чем у лидера сезона «Ванкувер Кэнакс». В первом раунде плей-офф «Девилз» победили прежнюю команду Дебура «Флориду» в семи матчах, причем решающую игру «Девилз» выиграли во втором овертайме. Во втором раунде «Девилз» в пяти матчах победили «Филадельфия Флайерз», а в финале конференции в шести матчах одолели «Нью-Йорк Рейнджерс». В результате Дебур привел «Нью-Джерси» к первому финалу Кубка Стэнли с 2003 года. Впрочем, выиграть Кубок не удалось, «Лос-Анджелес Кингз» оказались сильнее в шести матчах. Повторить успех первого сезона Дебуру так и не удалось. Во втором сезоне Дебура, который был укорочен из-за локаута, «Девилз» набрали лишь 48 очков, в следующем — 88 очков, оба раза «Девилз» не попадали в плэй-офф. В сезоне 2014-15 Нью-Джерси слабо начал сезон, по итогам 36 матчей были одержаны лишь 12 побед, и Дебур был уволен с поста главного тренера.

#### Сан-Хосе Шаркс (2015—2020)
28 мая 2015 года Дебур был назначен главным тренером команды Сан-Хосе Шаркс. Команда в предыдущем сезоне впервые с 2003 года не попала в плэй-офф. В первый сезон в новой команде Дебур снова вышел в финал Кубка Стэнли. В регулярном сезоне «Шарк» заняли третье место в дивизионе, но затем в плэй-офф победили «Лос-Анджелес» в 5 играх, «Нэвшилл» в 7 матчах, а в финале конференции в 6 играх победили «Сент-Луис». Это были первая победа в Западной конференции и первый финал Кубка Стэнли для «Сан-Хосе». Для самого Дебура это был второй финал, причем снова он добился этого достижения во время первого сезона работы в новом клубе. Любопытно, что «Шаркс» последовательно на одно очко улучшали свой результат в регулярном сезоне, но в Кубке Стэнли выйти в финал не удавалось. В 2017 году команда проиграла «Эдмонтону» в 1 раунде, в 2018 году — Вегасу во 2 раунде, в 2019 году «Акулы» проиграли «Сент-Луису» в финале конференции в 6 матчах. Сезон 2019—2020 «Шаркс» начали неудачно, одержав лишь 15 побед в первых 33 играх. В результате 11 декабря 2019 года Дебур был уволен из «Сан-Хосе».

#### Вегас Голден Найтс (2020—2022)
15 января 2020 года Дебур подписал контракт с «Вегас Голден Найтс». Сезон был прерван на коронавирусную паузу, и при Дебуре Вегас успел одержать 15 побед в 22 матчах, заняв 1-е место в Тихоокеанском дивизионе. После возобновления сезона Вегас одержал три победы в трех матчах в раунде посева плэй-офф, получив первое место в Конференции. «Вегас» последовательно победил «Чикаго Блэкхокс» в 1 раунде в 5 матчах, «Ванкувер» во 2 раунде в 7 матчах, но в финале конференции проиграл в 5 матчах «Далласу». В следующем сезоне «Вегас» под руководством Дебура одержал 40 побед в 56 матчах, набрав наибольшее число очков в Лиге с «Колорадо Эвеланш». По дополнительным показателям (меньше побед в основное время) «Вегас» остался на 2 месте в Конференции. В первом раунде Кубка Стэнли «Вегас» проиграл «Монреаль Канадиенс» в 6 матчах. Третий сезон под руководством Дебура «Вегас» провел слабее, одержав 43 побед в 82 матчах и не попав в плей-офф. По итогам сезона 16 мая Дебур был уволен с поста главного тренера.

#### Даллас Старз (2022 — н.в.)
21 июня 2022 года Дебур подписал контракт с «Даллас Старз». «Старз» при Дебуре одержали три победы на старте сезона, что сделало Питера Дебура первым тренером в истории «Далласа», выигравшим первые три игры в сезоне. В январе 2023 года Дебур был назначен главным тренером сборной Центрального дивизиона на Матче всех звезд - ранее это удавалось лишь Кену Хичкоку в конце 90-х и Линди Раффу в 2016-м. 6 июня 2025 года Дебур был уволен из «Старз» после третьего подряд поражения в финале конференции.

### Работа в сборной Канады
За время своей тренерской работы Дебура несколько раз приглашали стать тренером сборной Канады в разных возрастах.

#### Юниорская сборная Канады (2007—2008)
В июне 2007 года Дебур был назначен ассистентом главного тренера юниорской сборной Канады для серии матчей против сборной России, а позже и на весь сезон. На Чемпионате Мира среди юниорских сборных сборная Канады заняла первое место.

#### Сборная Канады (2010, 2011)
В апреле 2010 года Дебур был назначен на пост ассистента главного тренера сборной Канады по хоккею перед Чемпионатом Мира по хоккею. На турнире сборная Канады дошла до четвертьфинала, где проиграла сборной России со счетом 2:5.
Годом позже Дебур снова был приглашен в тренерский штаб сборной Канады перед Чемпионом Мира. На этот раз результат оказался таким же, в четвертьфинале канадцы проиграли сборной России 1:2.

## Результаты на посту главного тренера НХЛ
| Клуб               | Год               | Регулярный сезон | Регулярный сезон | Регулярный сезон | Регулярный сезон | Регулярный сезон | Регулярный сезон            | Кубок Стэнли | Кубок Стэнли | Кубок Стэнли | Кубок Стэнли                                           | Кубок Стэнли |
| Клуб               | Год               | И                | В                | П                | П-ОТ             | Оч               | М в дивизионе               | В            | П            | %В           | Итог                                                   |              |
| ------------------ | ----------------- | ---------------- | ---------------- | ---------------- | ---------------- | ---------------- | --------------------------- | ------------ | ------------ | ------------ | ------------------------------------------------------ | ------------ |
| Флорида Пантерз    | 2008/09           | 82               | 41               | 30               | 11               | 93               | 3 в Юговосточном            | —            | —            | —            | Не попал в Кубок Стэнли                                |              |
| Фло                | 2009/10           | 82               | 32               | 37               | 13               | 77               | 5 в Юговосточном            | —            | —            | —            | Не попал в Кубок Стэнли                                |              |
| Фло                | 2010/11           | 82               | 30               | 40               | 12               | 72               | 5 в Юговосточном            | —            | —            | —            | Не попал в Кубок Стэнли                                |              |
| Итог в Флориде     | Итог в Флориде    | 246              | 103              | 107              | 36               |                  |                             | —            | —            | —            |                                                        |              |
| Нью-Джерси Девилз  | 2011/12           | 82               | 48               | 28               | 6                | 102              | 4 в Атлантическом           | 14           | 10           | .583         | Проиграли в финале Кубка Стэнли «Лос-Анджелес Кингз»   |              |
| НДж                | 2012/13           | 48               | 19               | 19               | 10               | 48               | 5 в Атлантическом           | —            | —            | —            | Не попал в Кубок Стэнли                                |              |
| НДж                | 2013/14           | 82               | 35               | 29               | 18               | 88               | 6 в Столичном               | —            | —            | —            | Не попал в Кубок Стэнли                                |              |
| НДж                | 2014/15           | 36               | 12               | 17               | 7                | (31)             | (уволен по ходу сезона)     | —            | —            | —            | —                                                      |              |
| Итог в Нью-Джерси  | Итог в Нью-Джерси | 248              | 114              | 93               | 25               |                  |                             | 14           | 10           | .583         |                                                        |              |
| Сан-Хосе Шаркс     | 2015/16           | 82               | 46               | 30               | 6                | 98               | 3 в Тихоокеанском дивизионе | 14           | 10           | .583         | Проиграли в Финале Кубка Стэнли «Питтсбург Пингвинз»   |              |
| СХШ                | 2016/17           | 82               | 46               | 29               | 7                | 99               | 3 в Тихоокеанском           | 2            | 4            | .333         | Проиграли в 1 раунде «Эдмонтон Ойлерз»                 |              |
| СХШ                | 2017/18           | 82               | 45               | 27               | 10               | 100              | 3 в Тихоокеанском           | 6            | 4            | .600         | Проиграли в 2 раунде «Вегас Голден Найтс»              |              |
| СХШ                | 2018/19           | 82               | 46               | 27               | 9                | 101              | 2 в Тихоокеанском           | 10           | 10           | .500         | Проиграли в финале Конференции «Сент-Луис Блюз»        |              |
| СХШ                | 2019/20           | 33               | 15               | 16               | 2                | (32)             | (уволен по ходу сезона)     | —            | —            | —            | —                                                      |              |
| Итог в Сан-Хосе    | Итог в Сан-Хосе   | 361              | 198              | 129              | 34               |                  |                             | 32           | 28           | .533         |                                                        |              |
| Вегас Голден Найтс | 2019/20           | 22               | 15               | 5                | 2                | (32)             | 1 в Тихоокеанском           | 12           | 8            | .600         | Проиграли в финале Конференции «Даллас Старз»          |              |
| ВГН                | 2020/21           | 56               | 40               | 14               | 2                | 82               | 2 в Западном                | 10           | 9            | .526         | Проиграли в 2 раунде Кубка Стэнли «Монреаль Канадиенс» |              |
| ВГН                | 2021/22           | 82               | 43               | 31               | 8                | 94               | 4 в Тихоокеанском           | —            | —            | —            | Не попал в Кубок Стэнли                                |              |
| Итог в Вегасе      | Итог в Вегасе     | 160              | 98               | 50               | 12               |                  |                             | 22           | 17           | .564         |                                                        |              |
| Даллас Старз       | 2022/23           | 82               | 47               | 21               | 14               | 108              | 2 в Центральном             | 10           | 9            | .526         | Проиграли в финале Конференции «Вегас Голден Найтс»    |              |
| ДАЛ                | 2023/24           | 82               | 52               | 21               | 9                | 113              | 1 в Центральном             | 10           | 9            | .526         | Проиграли в финале Конференции «Эдмонтон Ойлерз»       |              |
| ДАЛ                | 2024/25           | 82               | 50               | 26               | 6                | 106              | 2 в Центральном             | 9            | 9            | .500         | Проиграли в финале Конференции «Эдмонтон Ойлерз»       |              |
| Итог в Далласе     | Итог в Далласе    | 246              | 149              | 68               | 29               |                  |                             | 29           | 27           | .518         |                                                        |              |
| Итого              | Итого             | 1,261            | 662              | 447              | 152              |                  |                             | 97           | 92           | .513         |                                                        |              |

## Призы и трофеи
Личные:
Трофей Мэтта Лейдена 1999 и 2000 (лучший тренер сезона OHL)
Клубные:
Кубок Джей Росса Робертсона 2003